# Dalabyggð
Pronunciação
Dalabyggð é um município da Islândia. Em 2021 tinha uma população estimada em 620 habitantes.